# Rune Bratseth
Rune Bratseth (Trondheim, Noruega, 19 de marzo de 1961) es un exfutbolista noruego, se desempeñaba como lateral y se retiró en 1994 jugando para el Werder Bremen.
Apodado Elk por su alta estatura, está considerado uno de los mejores futbolistas noruegos de la historia. Fue internacional 60 veces con la selección de fútbol de Noruega.

## Clubes
| Club          | País      | Año         | Partidos | Goles |
| Rosenborg BK  | Dinamarca | 1983 - 1986 | 83       | 2     |
| Werder Bremen | Alemania  | 1987 - 1994 | 230      | 12    |

## Palmarés
Rosenborg BK
- Tippeligaen: 1984-85

Werder Bremen
- Bundesliga: 1987-88, 1992-93
- Copa de Alemania: 1991, 1994
- Copa de la UEFA: 1992

- Datos: Q453318
- Multimedia: Rune Bratseth / Q453318